# Amen Thompson
Ameiz XLNC "Amen" Thompson, född 30 januari 2003 i Oakland i Kalifornien, är en amerikansk professionell basketspelare (G/SF) som spelar för Houston Rockets i National Basketball Association (NBA).
Han draftades av Houston Rockets i första rundan i 2023 års draft som fjärde spelare totalt.
Han är tvillingbror till Ausar Thompson.